# Enseignement supérieur et recherche à Nantes
Pour des articles plus généraux, voir Enseignement supérieur en France et Nantes.
 (mai 2020).
Nantes est une ville universitaire, et accueille un grand nombre d'établissements d'enseignement supérieur et connaît un développement du secteur de la recherche. 56 585 étudiants sont inscrits pour l'année 2019-2020 dans l’ensemble des établissements d’enseignement supérieur de l’agglomération, dont 37 000 à l'Université de Nantes.

## Université
L'université de Nantes a été créée sous sa forme actuelle le 29 décembre 1961 ; cependant elle trouve son origine dans l'Université de Bretagne fondée en 1461 par François II, duc de Bretagne, considérée comme une corporation. Elle est dissoute au moment de l'abolition des privilèges. Elle possède par ailleurs deux antennes universitaires situées l'une à Saint-Nazaire et l'autre à La Roche-sur-Yon. L'université de Nantes participe avec l'École centrale de Nantes, les universités d'Angers et du Mans au pôle de recherche et d'enseignement supérieur (PRES) dont le siège est situé à Nantes. L'objectif du PRES est de faire émerger un pôle d'excellence, attractif et visible dans la compétition internationale.

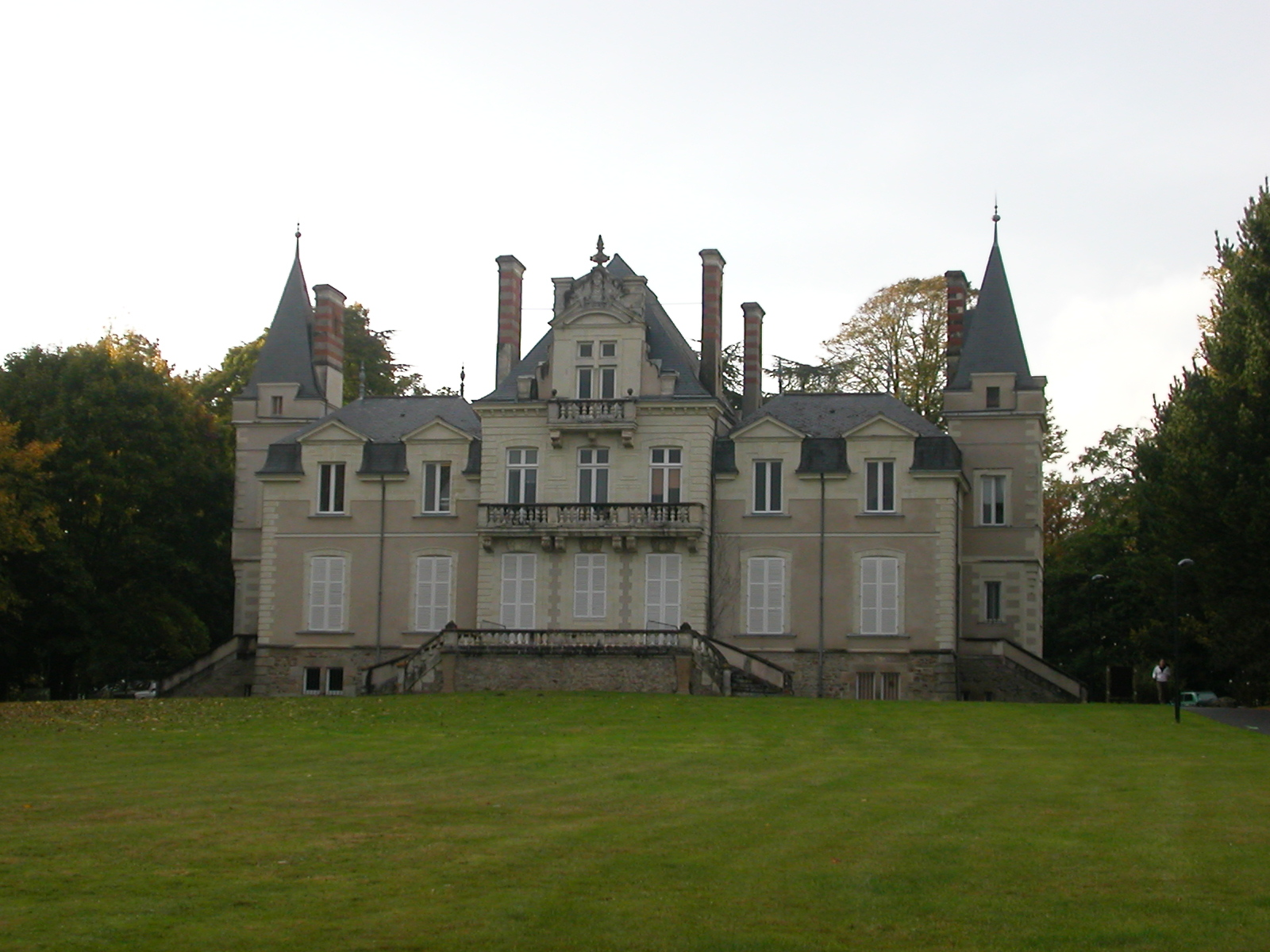
Le château du Tertre, l'un des campus de l'université de Nantes.
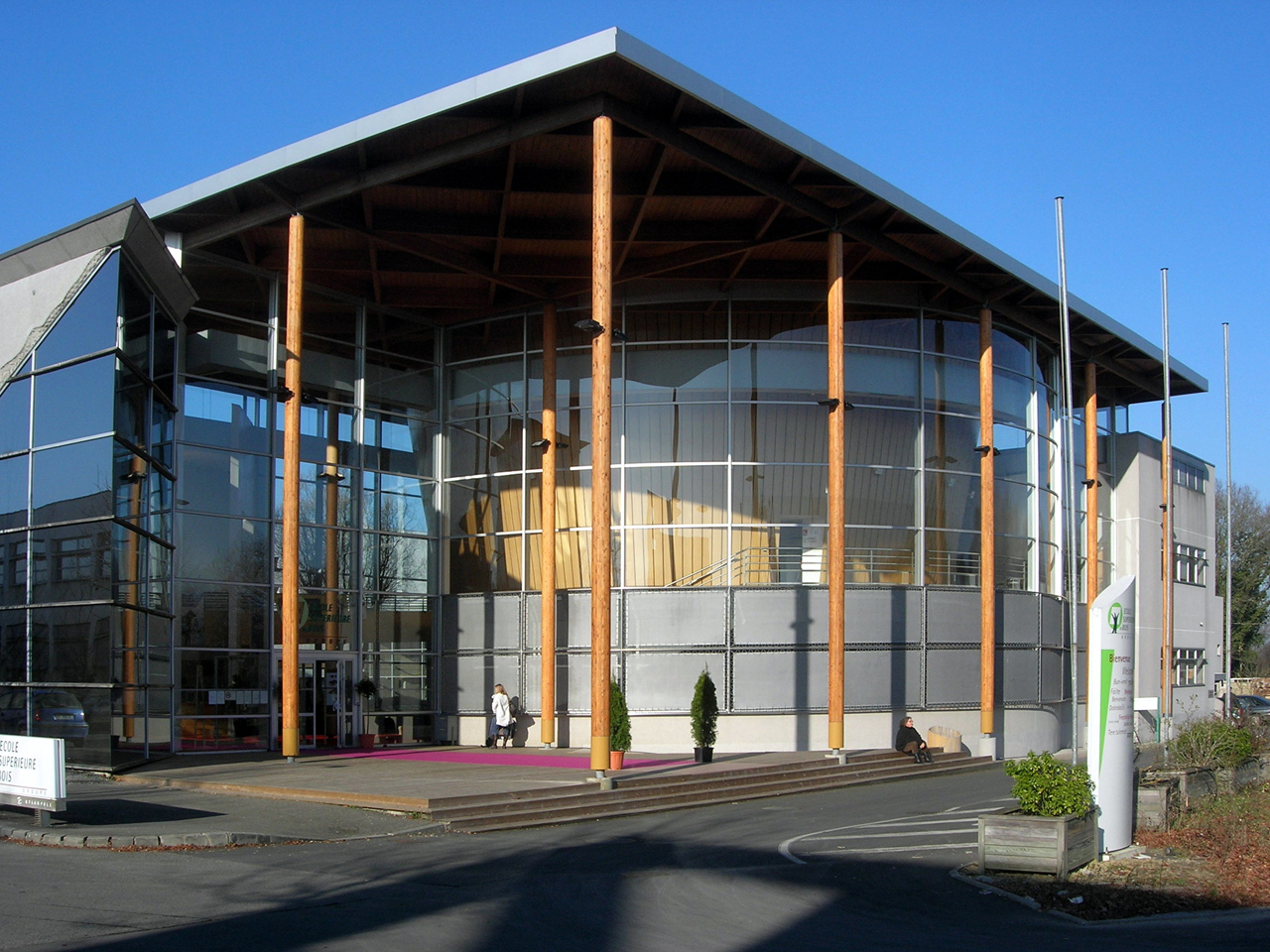
L'École supérieure du bois.
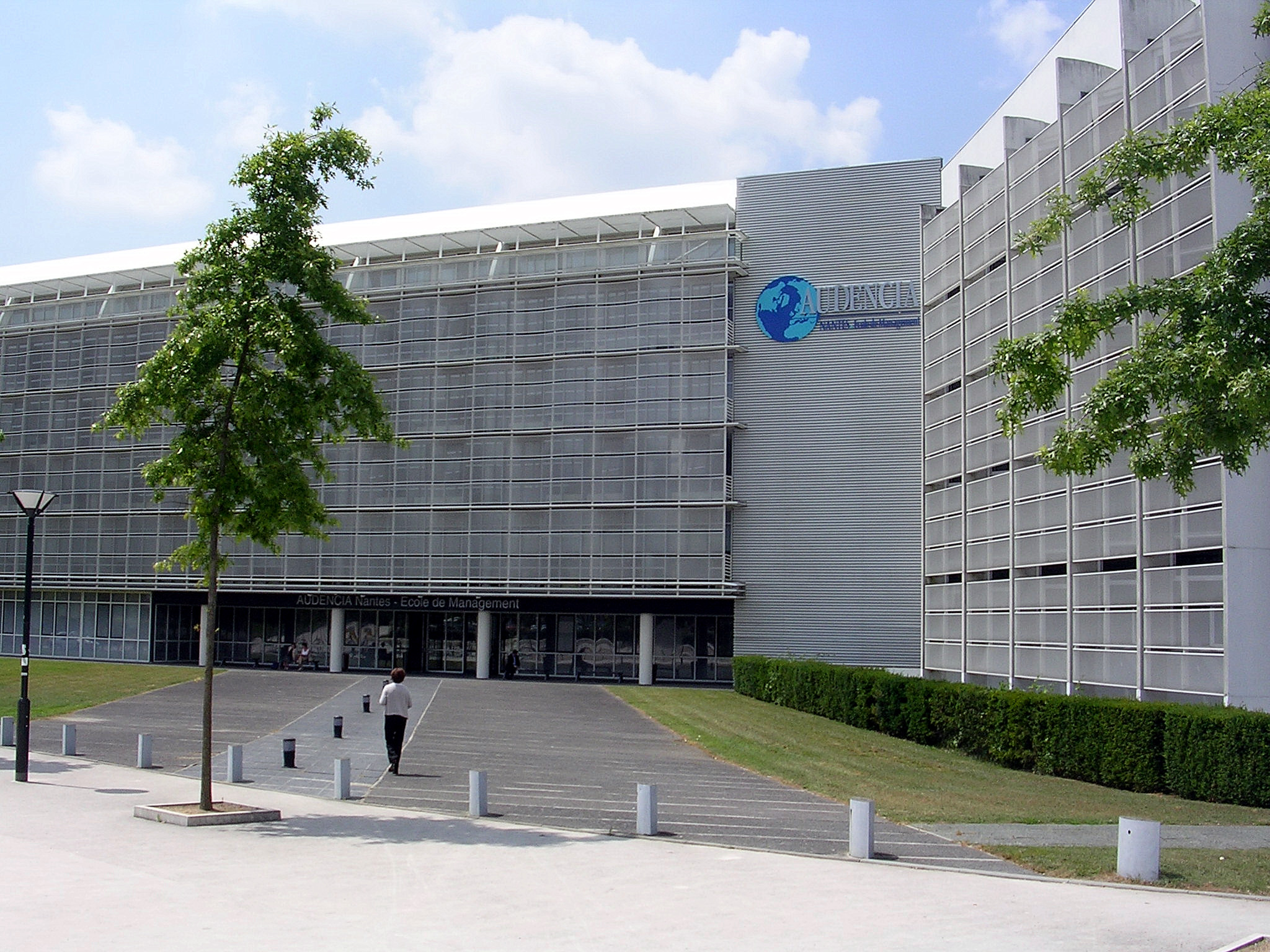
L'École de management Audencia.

L'Institut national supérieur du professorat et de l'éducation Académie de Nantes (Inspé), l'Institut universitaire de technologie de Nantes et l'École polytechnique de l'université de Nantes sont rattachés à l'Université.

## Établissements d'enseignement supérieur
L'enseignement supérieur généraliste est assuré par le Cnam-Pays de la Loire (centre associé au Conservatoire national des arts et métiers), l'École centrale, IMT Atlantique (ex- École des mines) et l'Institut catholique d'arts et métiers. Dans le domaine du management on trouve Audencia. L'enseignement supérieur du commerce est prodigué par l'École atlantique de commerce, l'IDRAC, l'Institut supérieur européen de gestion et l'Institut supérieur européen de formation par l'action. Le secteur de la communication est représenté par E-Artsup et Sciencescom. En ce qui concerne les arts appliqués on recense l'École Brassart, l'École de design Nantes Atlantique, l'École nationale supérieure d'architecture de Nantes, l'École supérieure des beaux-arts de Nantes Métropole, l'Institut Supérieur des Arts Appliqués et l'Atelier Chardon Savard. L'Institut des carrières européennes de l'expertise est spécialisé dans la comptabilité et la gestion, alors que l'École supérieure des Pays de la Loire Nantes groupe Forteam se consacre à la formation, l'emploi et les ressources humaines. L'École nationale vétérinaire, agroalimentaire et de l'alimentation, Nantes-Atlantique (Oniris) est le fruit du regroupement de l'École vétérinaire et de l'ENTIAA qui forme des ingénieurs spécialisés dans l'agroalimentaire et l'environnement. Les étudiants désireux de faire carrière dans l'informatique et les nouvelles technologies peuvent intégrer l'École pour l'informatique et les nouvelles technologies ou l'École privée des sciences informatiques. Enfin, il existe également l'École nationale de la Marine marchande de Nantes et l'École supérieure du bois.
Les formations paramédicales sont également assez présentes avec les 11 instituts et écoles du CHU de Nantes (Écoles d'Infirmier, de Manipulateur en électroradiologie médicale, d'Aide-soignant, etc.) et l'Institut de Formation de la Croix-Rouge à Rezé.

## La recherche
La recherche est également présente à Nantes, où sont établis un centre de l'Institut national de la recherche agronomique, un centre de l'Ifremer, l'un des plus importants sur l'ensemble du territoire, consacré au golfe de Gascogne. On recense également le Réseau français des instituts d'études avancées dirigé par la Maison des sciences de l'homme Ange Guépin et des unités de recherche du CNRS (planétologie et géodynamique, génie civil et mécanique, entre autres). Le siège de l'Administration déléguée régionale Grand-Ouest et des unités de recherche de l'Inserm sont basés à Nantes.